# Dinus de Rossonis Mugellanus
Dinus de Rossonis Mugellanus (auch Dinus oder Dinus Mugellanus), (* um 1253 in Mugello bei Florenz; † zwischen 1298 und 1303 in Bologna) war ein italienischer Rechtsgelehrter.

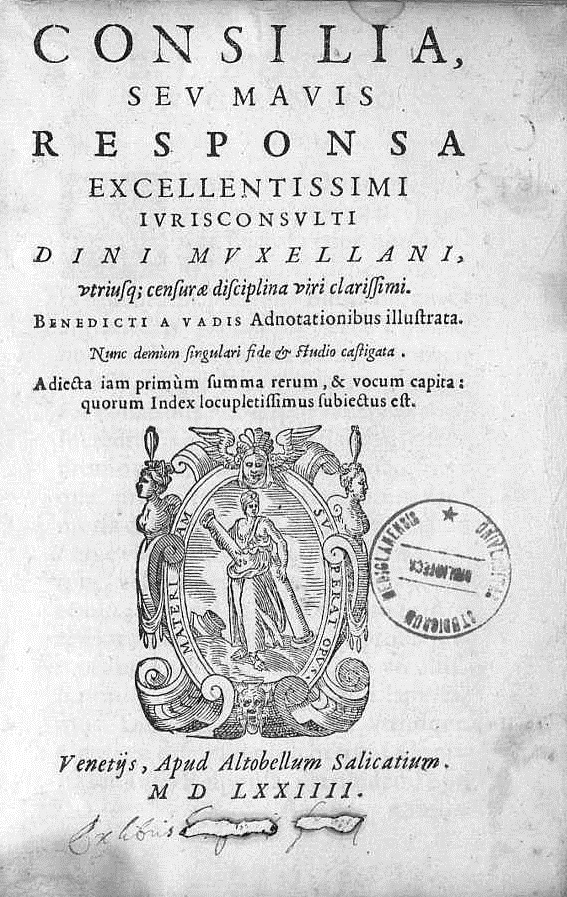
Consilia, 1574

Nach dem Studium in Bologna lehrte Dinus von 1279 bis 1284 in Pistoia, dann von 1284 bis 1296 in Bologna Zivilrecht, unter seinen Schülern waren auch die späteren Rechtsgelehrten Cino da Pistoia und Oldradus de Ponte. Seit 1289 erhielt er als erster Zivilrechtslehrer ein Gehalt von der Stadt.
Ob er der im Auftrag des Papstes Bonifatius VIII. zusammen mit Johannes Monachus und Johannes Andreae an der Ausarbeitung und Kommentierung des Liber Sextus beteiligte Dinus ist, ist unbekannt. Ein Kommentar über den Titel De regulis iuris des Liber Sextus stammt jedoch von ihm.

## Schriften
- Super infortatio et digesto novo, Bologna, 1971.
- Commentarii in regulas juris, Coloniae, 1617.
- Consilia,.., Lugduni, 1551.
  - Consilia. Altobello Salicato, Venedig 1574 (Latein, beic.it).
- Tractatus de interesse, 1549.
- Tractatus de glossis cotrariis, 1549.
- Tractatus authenticus des successionibus ab intetato, 1549.
- De regulis juris, Lugduni, 1533.
- Preclarus insignis tractatus..., 1527.
- Rubrice totius juris canonici et civilis, J. Petit, 1512.
- Ordo judiciorum or Ordo iudicarius.
- De actionibus institutis.
- Modus arguendi.